# Courcelles
Courcelles (vallonsk: Courcele) er en by i Vallonien i det sydlige Belgien. Byen ligger i provinsen Hainaut. Indbyggertallet er pr. 2006 på ca. 30.000 mennesker.